# La Guzmán Live At The Roxy
La Guzmán Live At The Roxy es el sexto álbum en directo y decimosexto álbum de estudio de la artista Alejandra Guzmán, contiene 24 canciones de las cuales 12 son versión en directo y 12 versión estudio. Es uno de sus álbumes más emblemáticos y característicos puesto a que rinde homenaje a las grandes canciones de rock en español (coreando temas de Soda Stereo, Café Tacvba, El Tri, Charly García, entre otros) incluyendo dos canciones totalmente inéditas escritas por la misma intérprete. Se lanzó el 6 de septiembre de 2019 en todo el mundo bajo el sello de Universal Music Group.

## Promoción
Se lanzaron como sencillo durante 2019 «Mi enfermedad (Live At The Roxy)», «Oye mi amor (Live At The Roxy)» y «No voy en tren (Live At The Roxy)».
Su decimonovena gira para promover el álbum La Guzmán Tour comenzó el 17 de mayo de 2019 en la ciudad de Los Ángeles en el Microsoft Theater y visitó Norteamérica, Centro América y Sudamérica. Se presentó  en la Arena CDMX el 7 de septiembre de 2019 para presentar su disco en directo, incluyendo en el setlist 8 de las 12 canciones que contiene el mismo.

## Lista de canciones
| Edición estándar |                                           |                   |                     |          |  |
| N.º              | Título                                    | Escritor(es)      | Intérprete original | Duración |  |
| 1.               | «No voy en tren (Live At The Roxy)»       | Charly García     | Charly García       | 3:14     |  |
| 2.               | «Mi enfermedad (Live At The Roxy)»        | Andrés Calamaro   | Los Rodríguez       | 3:24     |  |
| 3.               | «Camina solo (Live At The Roxy)»          | Alejandra Guzmán  |                     | 3:43     |  |
| 4.               | «De música ligera (Live At The Roxy)»     | Gustavo Cerati    | Soda Stereo         | 3:08     |  |
| 5.               | «Escuela de calor (Live At The Roxy)»     | Santiago Auserón  | Radio Futura        | 2:59     |  |
| 6.               | «Eres (Live At The Roxy)»                 | Emmanuel del Real | Café Tacvba         | 4:03     |  |
| 7.               | «La vida sigue (Live At The Roxy)»        | Alejandra Guzmán  |                     | 3:36     |  |
| 8.               | «Oye mi amor (Live At The Roxy)»          | Fher Olvera       | Maná                | 4:07     |  |
| 9.               | «Lucha de gigantes (Live At The Roxy)»    | Antonio Vega      | Nacha Pop           | 3:48     |  |
| 10.              | «Viento (Live At The Roxy)»               | Saúl Hernández    | Caifanes            | 3:36     |  |
| 11.              | «Las piedras rodantes (Live At The Roxy)» | Alejandro Lora    | El Tri              | 3:02     |  |
| 12.              | «Todo a pulmón (Live At The Roxy)»        | Alejandro Lerner  | Alejandro Lerner    | 5:16     |  |